# Marek Icha
Marek Icha (* 14. března 2002 Veselí nad Lužnicí) je český profesionální fotbalista, který hraje na pozici pravého obránce či defensivního záložníka za český klub FC Slovan Liberec a za český národní tým do 21 let.

## Klubová kariéra
V mládeži začínal Icha nejprve v TJ Lokomotiva Veselí nad Lužnicí, odkud později přešel do celku FC Silon Táborsko.

### Táborsko
Debut v Táborsku si Icha připsal v zápase proti Viktorii Žižkov 23. srpna 2020, do něhož naskočil jako střídající hráč v 80. minutě. Táborsko s Viktorií prohrálo 1:3. Za Táborsko v sezonách 2020/21 a 2021/22 dohromady odehrál 32 zápasů.

### Slavia Praha
Dne 5. ledna 2022 přestoupil Icha do Slavie Praha, kde podepsal smlouvu do 30. června 2025.
Jarní část sezony 2021/2022 odehrál za druholigový FC Sellier & Bellot Vlašim, kam ze Slavie po podpisu smlouvy odešel na hostování. Za Vlašim si zahrál v baráži o Fortuna:Ligu 2022/23 proti Teplicím, s nimiž však Vlašim prohrála, a zůstala tak ve Fortuna:Národní lize.
V červenci 2022 se Icha začlenil zpět do kádru Slavie. Do prvního zápasu v dresu Slavie nastoupil 7. srpna 2022 proti Zlínu, do jehož sítě se mu zároveň podařilo vstřelit gól.
V září 2022 odešel Icha na dvouroční hostování do prvoligových Pardubic. Hned na začátku svého angažmá se stal stabilním členem základní sestavy nového trenéra Radoslava Kováče, debutoval v utkání 8. kola nejvyšší soutěže proti Baníku Ostrava. S Pardubicemi se dvakrát dokázal zachránit v české nejvyšší soutěži, během dvou let odehrál na východě Čech 51 soutěžních utkání, v nichž vstřelil 3 branky a přidal 2 asistence.

### Slovan Liberec
V létě 2024 přestoupil Icha ze Slavie, v jejímž dresu naskočil do tří ligových utkání, do Slovanu Liberec.

## Reprezentační kariéra
Icha od roku 2021 nastupuje v českých mládežnických reprezentacích.